# Droga vasoativa

Drogas vasoativas são usadas geralmente quando há débito cardiaco

Drogas vasoativas se refere às substâncias que apresentam efeitos vasculares periféricos, pulmonares ou cardíacos, sejam eles diretos ou indiretos, atuando em pequenas doses e com respostas dose dependente de efeito rápido e curto, através de receptores situados no endotélio vascular. São de uso corriqueiro em uma unidade de terapia intensiva (UTI) principalmente para regular a frequência cardíaca e volume sistólico. 

## Cuidados
Na maioria das vezes é necessário fazer monitorização hemodinâmica, invasiva, durante a utilização dessas substâncias, pois suas potentes
ações determinam mudanças drásticas tanto em parâmetros circulatórios como respiratórios, podendo causar sérios efeitos colaterais caso seu uso seja feito inadequadamente, inclusive danos permanentes, convulsões, morte.
Deve-se evitar administrar com solução alcalina para evitar extravasamento. Nunca deve-se administrar medicamento em
bolus pela via das drogas vasoativas. E deve ser feita avaliação de perfusão nas extremidades.

## Medicamentos vasoativos
As drogas vasoativas mais usadas são as catecolaminas, também denominadas aminas vasoativas ou drogas simpatomiméticas. Dentre elas, destacam-se a:
- noradrenalina
- adrenalina
- dopamina
- dopexamina
- dobutamina
- E o isoproterenol.

Outros também usados são:
- Amrinone e Milrirone (Inibidores da fosfodiesterase)
- Atropina
- Prostaglandinas

Exemplos de vasodilatadores:
- Nitroprussiato de sódio
- Nitratos
- Clorpromazina
- Prazozin
- Captopril
- Enalapril
- Bloqueadores de cálcio

Anfetaminas e metanfetaminas também têm efeitos vasoativos, mas possuem baixo índice terapêutico(IT) (quanto mais baixo o IT mais perigoso), causam dependência, podem desencadear surto psicótico e possuem inúmeros efeitos colaterais, portanto não são usados em UTIs.
A escolha do medicamento a ser usado é feito com base em quais receptores eles querem que sejam mais afetados, nas interações medicamentosas que fazem, nos efeitos colaterais que produzem e o índice terapêutico.